# John Lucas
John Randolph Lucas (18 juni 1929 - 5 april 2020) was een Brits filosoof.

## Loopbaan
Lucas studeerde aan het Winchester College en het Balliol College in Oxford, waar hij zowel wiskunde als Grieks, Latijn en filosofie studeerde. Daarna studeerde hij een jaar aan de Princeton University, waar hij wiskunde en logica studeerde. Gedurende 36 jaar was hij actief op het Merton College in Oxford en bleef hij emeritus lid van de universiteitsfaculteit filosofie.